# Astragalus echinatus
Astragalus echinatus é uma espécie de planta com flor pertencente à família Fabaceae.
A autoridade científica da espécie é Murray, tendo sido publicada em Hort. Bot. Stirp. 222.

## Descrição
Histórica
A seguir apresenta-se a descrição dada por António Xavier Pereira Coutinho na sua obra Flora de Portugal (Plantas Vasculares): Disposta em Chaves Dicotómicas (1.ª ed. Lisboa: Aillaud, 1913), onde é referida como o sinónimo Astragalus pentaglottis L.:
Vagem coberta de escamas setigeras, obliquamente ovóide (7-9 x 5-6 mm), comprimida, terminada em rostro recurvado: estípulas não adunadas; flores purpurascentes, dispostas em capítulos densos, com o pedúnculo do tamanho da folha ou maior: folhas com 7-10 pares de folíolos obovados ou oblongos, troncados ou chanfrados. Planta de 1-5 dm, prostrada, mais ou menos vilosa, com pêlos simples fixos pela base. Planta anual. Maio-Julho. Outeiros secos: Estremadura, Alentejo litoral, Algarve.

## Portugal
Trata-se de uma espécie presente no território português, nomeadamente em Portugal Continental.
Em termos de naturalidade é nativa da região atrás indicada.

## Protecção
Não se encontra protegida por legislação portuguesa ou da Comunidade Europeia.